# 安蒜真里子
安蒜 真里子（あんびる まりこ、11月8日 - ）は、日本の女性J-POP歌手。宮城県仙台市生まれ、東京育ち。血液型A型。

## 略歴
- 大学卒業後、松下年見に師事。
- 1998年 全国オーディション「LIVE ON STAR」合格。
- CLUB ASIA・クラブチッタ川崎・ホテル内チャペルでのボーカル、ライブでのコーラス、スタジオ・ミュージシャン等の活動を開始。
- 2000年 FEEL VOICE TRAININGを開設。ボイストレーナーとしての活動を開始。
- 2003年 スワンミュージックのオーディションに合格。同社に所属。
- 2004年 ラッツ&スターのギタリスト、出雲亮一と共にMAR WEST MUSIC SCHOOL開校。ボイストレーニングを担当。
- 2004年7月 swan music recordsよりデビューシングル「やわらかな光」をリリース。
- 2007年3月 ミニアルバム「ココロバナ」をリリース。
- 2007年5月より、出産・育児の準備のため活動を一時休止。
- 2008年2月 五條真由美ライブ「まいおたんじょうかい2008」にコーラス参加し、ステージに復帰。

以降、都内を中心としたライブ活動をマイペースに行っている。

## ディスコグラフィ

### シングル
- やわらかな光　－　2004年7月リリース

作詞：安蒜真里子・作曲：山口真

### アルバム
- ココロバナ　－　2007年3月11日リリース

1. ココロバナ（Piano ver.） / 2. so many clouds / 3. clear blue / 4. 新月（Live Rec.）
（1～3. 作詞：安蒜真里子・作曲：藤原清人 / 4. 作詞：松下年見・作曲：南川護夫）
- no love , no life

1. STAND UP! / 2. baby,baby /3. still...
（1. 作詞：安蒜真里子・作曲：藤原清人 / 2〜3. 作詞：安蒜真里子・作曲：滝千奈美）

### CD未収録のオリジナル曲
- prayer ～祈り～
- spiral
- eternity　など

### CM（歌・ナレーション）
玩具のピノチオ(株式会社アガツマ)  アンパンマンシリーズ

### コーラス参加（主要なもの）
- テレビ東京系「超星艦隊セイザーX」　EDテーマ「ジャンプだ!僕らのセイザーX!!」
- テレビ朝日系「ふたりはプリキュア Max Heart」　後期EDテーマ「ワンダー☆ウィンター☆ヤッター!!」
- テレビ朝日系「ガイキング LEGEND OF DAIKU-MARYU」　後期EDテーマ「Oh! my god!」
- テレビ朝日系「ふたりはプリキュア Splash Star｣　後期EDテーマ「ガンバランスdeダンス」
- ふたりはプリキュア Max Heart VocalアルバムII ～「あ」から始まる愛コトバ～
- ふたりはプリキュア Splash Star VocalアルバムI ～ Yes!プリキュアスマイル～
- テレビ朝日系「Yes!プリキュア5｣　OPテーマ「プリキュア5、スマイルgo go!」

匿名や別名義での録音も多数ある。（コンピレーション・アルバムやパチスロ機のサウンドトラックでのボーカル社歌など）

## ライブ出演（主要なもの）

### ボーカル
- Junko & Mariko presents "ココロのより処 ～ いらっしゃい2006 ～"
三軒茶屋 GRAPE FRUIT MOON ・ 2006年10月8日　　w/ 角辻順子バンド 他
- "あにまーとないと" Vol.1 in 秋田犬
岩本町 秋田犬 ・ 2006年11月16日　　w/ うちやえゆか ・ 大森真理子
- "MARIKO loves MARIKO" Vol.1
赤坂 カーサ・クラシカ ・ 2007年3月11日　　w/ 大森真理子
- .comfort presents ～ひまわりの笑顔～
高田馬場 四谷天窓.comfort ・ 2012年7月15日    w/ 大藤史 ・ 樹奈 ・ 川崎萌
- ちなみん祭
下北沢 blue moon ・ 2012年8月18日　　w/ ちなみん ・ 角辻順子　・　伊藤和人 ・ 佐藤由
- 『.comfort presents HAPPY HOUR～ triple ∞ .comfort ～』
高田馬場 四谷天窓.comfort ・ 2012年11月17日    w/ 華 ・ KUZUHA
- まり＊ちな＊きくLive 
下北沢 blue moon ・ 2014年3月23日

他多数

### コーラス
- 五條真由美 1st Album 発売記念ライブ （目黒 Blues Alley Japan・2005年8月）
- ゆかな live "Maneki-neko2" （高田馬場 PHASE・2005年10月）
- 島谷ひとみ 2005 Live Tour "Hitomi Shimatani Premium Live 2005 ～Heart&Symphony&More～" （広島・大阪・東京）
- ZETKI MISSION Vol.1 ～ Muscle Collaboration in 渋谷CLUB QUATTRO （2006年3月）
- 五條真由美 "BAJ 2の巻!" （目黒 Blues Alley Japan・2006年6月）
- 五條真由美 まいおたんじょうかい"まいおた"（毎年ほぼ2月11日）

他多数